# 平川邦明
平川 邦明（ひらかわ くにあき、1991年11月7日 - ）は、サガテレビの男性アナウンサー。出身地は佐賀県伊万里市、担当番組は「かちかちPress」など。
佐賀県立伊万里高等学校、長崎大学経済学部卒業。2014年にサガテレビに入社後、「かちかちワイド」のニュースキャスターとして活躍した。その後、鶴丸英樹アナウンサーからメインキャスターの座を引き受け、現在はMCとして活躍中。